# Cèl·lula totipotencial hematopoètica
Una cèl·lula totipotencial hematopoètica és una cèl·lula regulada i mantinguda pel microambient inductiu hematopoètic (MIH) que, mitjançant l'estroma medul·lar s'encarrega de portar a terme una diferenciació cap a una línia cel·lular específica. Els factors de creixement hematopoètics com la IL-3 i IL-6 són necessaris per iniciar la diferenciació de la CTH. L'autoduplicació d'aquesta cèl·lula, és independentment d'aquestes citocines, però són totalment dependents del MIH. La CTH és l'origen de totes les cèl·lules que es formen a la medul·la òssia en un procés anomenat hematopoesi. Les línies cel·lulars que formen la CTH es veuen reflectides en un mapa representatiu anomenat esquema hematopoètic ó de la hemoatopoesi.